# Bryolawtonia
Bryolawtonia là một chi rêu trong họ Thamnobryaceae.